# Стефени Мајер
Стефени Мајер (рођена Морган, енгл. Stephenie Meyer; 24. децембра 1973) је америчка књижевница, најпознатија по серијалу Сумрак. Књиге из тог серијала продате су у више од 42 милиона примерака широм света, и преведене су у више од 37 светских језика. По часопису USA TodayСтефани Мајер је књижевница 2008. године. и такође је најпродаванији писац 2008. са преко 22 милиона продатих књига.

## Објављена дела

### СеријалСумрак
- Twilight (2005)
- New Moon
- Eclipse
- Breaking Dawn

### Друга дела
- (2007)
- (2008)
- The Short Second Life of Bree Tanner (2010)